# Alena Newmyarzhytskaya
Alena Daniliuk-Newmyarzhytskaya (biélorusse : Алена Неўмяржыцкая; née le 27 juillet 1980) est une athlète biélorusse spécialiste du sprint.
Septième du 60 mètres des Championnats d'Europe en salle 2005, Neumiarzhitskaya remporte deux titres nationaux indoor en début d'année suivante (60 m et 200 m) avant de décrocher la médaille de bronze du relais 4 × 100 mètres lors des Championnats du monde d'Helsinki aux côtés de Yulia Nesterenko, Natalya Sologub et Oksana Dragun. Elle obtient un nouveau podium dans une épreuve collective en 2006 en se classant troisième du 4 × 100 m des Championnats d'Europe de Göteborg.
Le 27 juin 2010, Alena Neumiarzhitskaya réalise 11 s 05 (+1,7 m/s) sur 100 m lors des Championnats de Biélorussie à Hrodna, améliorant de 19 centièmes de secondes son record personnel établi en 2006.

## Palmarès
| Date | Compétition                    | Lieu      | Résultat | Épreuve   | Temps   |
| ---- | ------------------------------ | --------- | -------- | --------- | ------- |
| 2005 | Championnats d'Europe en salle | Madrid    | 7e       | 60 m      | 7 s 41  |
| 2005 | Championnats du monde          | Helsinki  | 3e       | 4 × 100 m |         |
| 2006 | Championnats d'Europe          | Göteborg  | 3e       | 4 × 100 m |         |
| 2010 | Championnats d'Europe          | Barcelone | 4e       | 4 × 100 m | 43 s 18 |